# Gemini 12
Gemini 12 (oficialment Gemini XII) va ser un vol espacial tripulat sota el programa Gemini de la NASA. Va ser el 10è i vol final tripulat del Gemini, el 18è vol tripulat americà i, incloent els vols del X-15 sobre els 100 km, el 26è vol espacial de tots els temps.

## Tripulació
| Posició         | Astronauta                              | Astronauta                              |
| --------------- | --------------------------------------- | --------------------------------------- |
| Pilot Comandant | James A. Lovell, Jr Segon vol espacial  | James A. Lovell, Jr Segon vol espacial  |
| Pilot           | Edwin E. Aldrin, Jr Primer vol espacial | Edwin E. Aldrin, Jr Primer vol espacial |

### Tripulació de reserva
| Posició         | Astronauta            | Astronauta            |
| --------------- | --------------------- | --------------------- |
| Pilot Comandant | L. Gordon Cooper, Jr. | L. Gordon Cooper, Jr. |
| Pilot           | Eugene A. Cernan      | Eugene A. Cernan      |

## Tripulació en suport
- Stuart A. Roosa (Cape CAPCOM)
- Charles Conrad Jr. (Houston CAPCOM)
- William A. Anders (Houston CAPCOM)

## Paràmetres de la missió

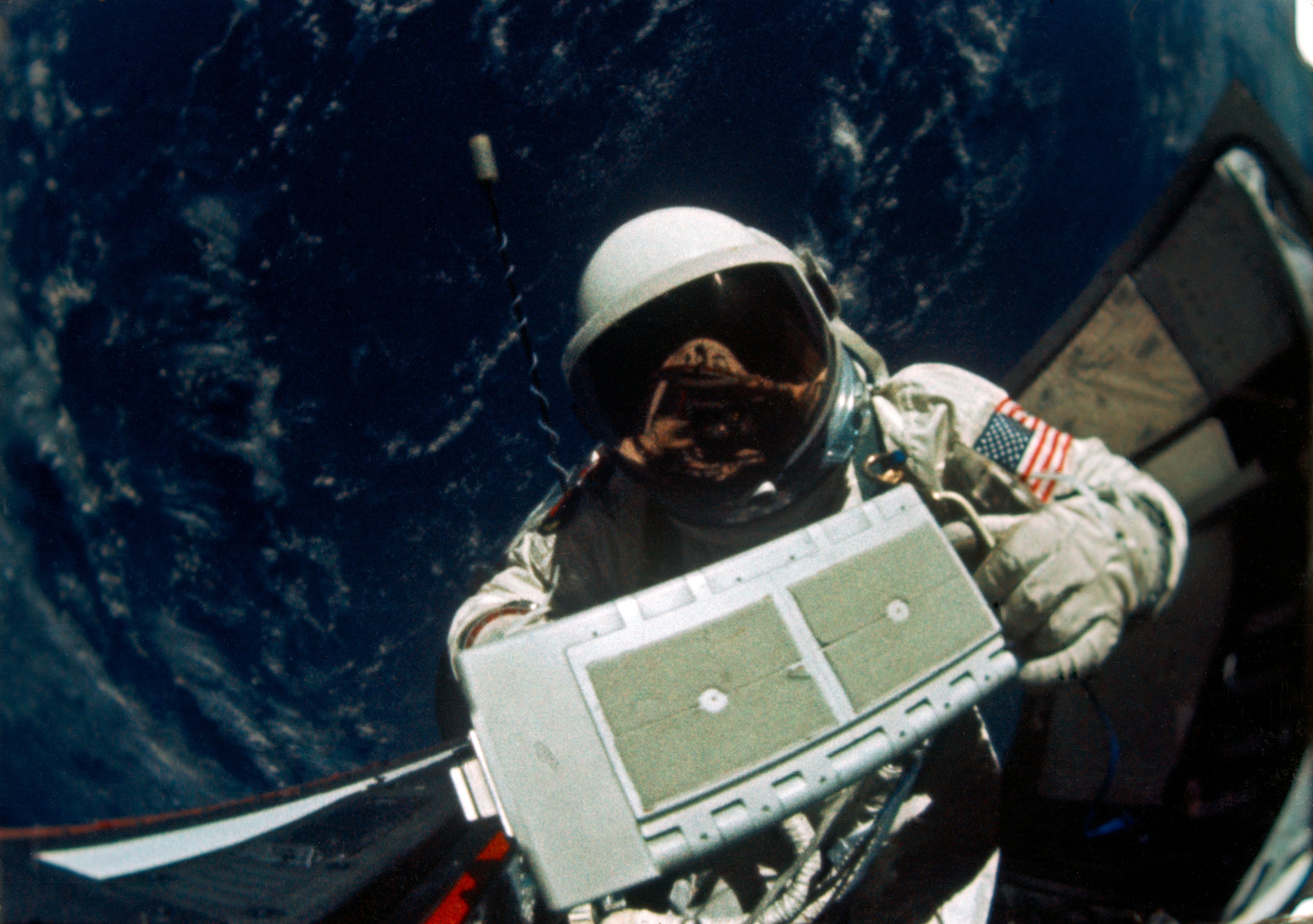
Aldrin durant un EVA

- Massa: 3.762,1 kg
- Perigeu: 160,8 km
- Apogeu: 270,6 km
- Inclinació: 28,87°
- Període: 88,87 min

### Acoblament
- Acoblat: 12 de novembre de 1966 - 01:06:00 UTC
- Desacoblat: 13 de novembre de 1966 - 20:18:00 UTC

### Passeig espacial
- Aldrin - EVA 1
  - Inici: 12 de novembre de 1966, 16:15:00 UTC
  - Fi: 12 de novembre de 1966, 18:44:00 UTC
  - Duració: 2 hores, 29 minuts
- Aldrin - EVA 2
  - Inici: 13 de novembre de 1966, 15:34:00 UTC
  - Fi: 13 de novembre de 1966, 17:40:00 UTC
  - Duració: 2 hores, 06 minuts
- Aldrin - EVA 3
  - Inici: 14 de novembre de 1966, 14:52:00 UTC
  - Fi: 14 de novembre de 1966, 15:47:00 UTC
  - Duració: 0 hores, 55 minuts

## Vegeu també

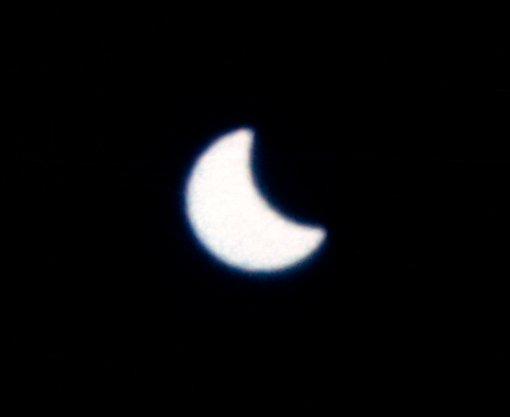
Fotografia de l'eclipsi solar presa per la tripulació del Gemini 12